# 찾아가는 산부인과
찾아가는 산부인과는 대한민국 보건복지가족부가 지원하는 사업이다. 의사, 간호사 등이 산부인과 병원이나 의원이 없는 농어촌 지역을 직접 찾아가서 무료로 임산부에게 출산 전 관리 서비스를 제공한다.

## 추진 배경
산부인과가 없는 농어촌지역의 임산부들이 대다수 원정 출산 및 외래 진료에 의존함에 따라 교통사고 등 건강을 위협받고 있었다. 위험도를 낮추기 위해 직접 임산부를 대상으로 찾아가는 의료 서비스 제공의 필요성이 높아 추진하게 되었다.

## 사업 내용
2008년에 경상남도에서 첫 시행하여 보건복지가족부에서 출산장려시책으로 채택하여 전국적으로 확산 시행하고 있다.
의사, 간호사, 임상병리사 등으로 구성된 이동 산전 진찰반이 산부인과 병,의원이 없는 6개 지역에 월 2~3회 방문하여 임신부 및 결혼이민자들에게 1인 총 10회 정도 초음파 검사, 태아기형아검사, 산전기본검사 등을 실시한다.